# Terror desnudo
Terror desnudo (título original: Naked Fear) es una película estadounidense de terror y suspenso de 2007, dirigida por Thom Eberhardt, escrita por Christine Vasquez, musicalizada por Jeremy Scott Reinbolt, en la fotografía estuvo John Grace y el elenco está compuesto por Sonja Runar, Ronald Dunas y Joe Mantegna, entre otros. El filme fue producido por R. Sanders D. y HDNM Entertainment; se estrenó el 1 de abril de 2007.

## Sinopsis
Diana va a un pueblo para comenzar un nuevo empleo, una vez allí, la amenazan con trabajar como bailarina exótica. Luego es raptada y llevada al desierto, donde la liberan desnuda para que la cace el psicópata, como ya les pasó a varias mujeres. Ahora va a tener que tratar de sobrevivir.